# Церква святого Миколая (Середнє Водяне, верхня)
Церква святого Миколая («верхня», або «горішня») — дерев'яний храм, пам'ятка народної архітектури та монументального живопису 15—18 ст. у селі Середнє Водяне Рахівського району Закарпатської області. Її зруби вважаються найдавнішими в Україні.

## Історія

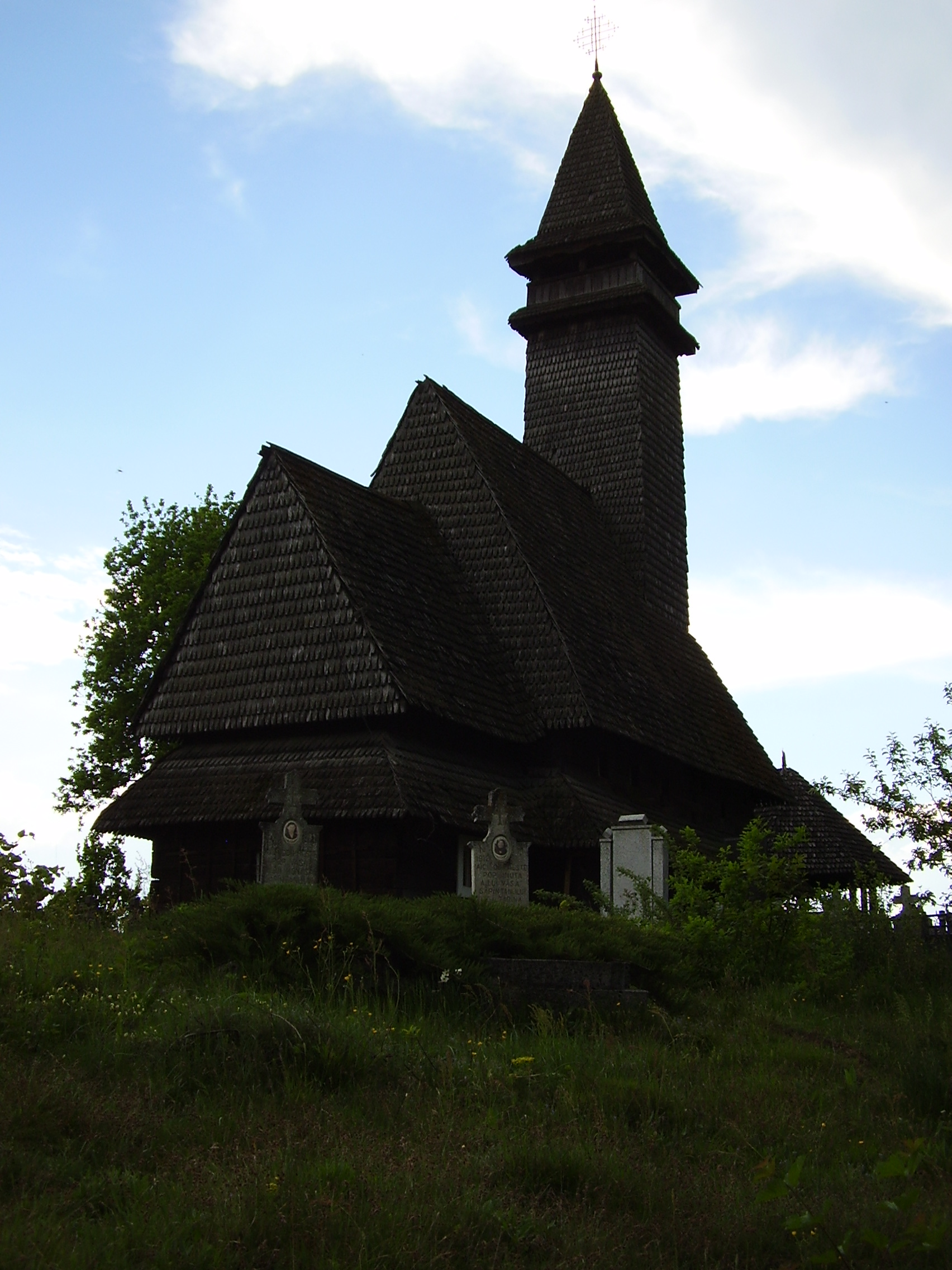

Збудована у 1428 році (за іншими даними, наприкінці 16 ст.), належить до найдавніших закарпатських храмів потиської групи. У 17 ст. добудовані зруби над опасанням усіх трьох частин споруди.
Близько 1760 року проведено ремонт церкви і зведена каркасна вежа з шатровим верхом. Реставровано церкву 1968 року.
В радянські часи церква охоронялась як пам'ятка архітектури Української РСР (№ 208). В 2018 році церква визнана об’єктом культурної спадщини національного значення, який внесено до Державного реєстру нерухомих пам’яток України (№ 070041).  

## Архітектура
Храм дерев'яний, тридільний, з рівноширокою навою та бабинцем, з гранчастим п'ятистінним вівтарем, збудована з дубових брусів. Усі об'єми вкриті високим двосхилим дахом та охоплені опасанням. Над бабинцем — висока вежа, вкрита
строгим шатром, характерним для багатьох марамороських церков. З 1428 року, ймовірно, походять два дубові зруби. Надбудову над зрубами відомий дослідник дерев'яних храмів Закарпаття М. Сирохман датує 1600 роком. Дахи вкриті дерев'яним ґонтом. На південній та північній стінах бабинця збереглися вузькі вікна готичної стрілчастої форми. Цікавою особливістю є те, що двері влаштовано на південному фасаді.

## Розписи
В інтер'єрі знаходяться позолочений різьблений іконостас (18 ст.) та настінні розписи, які є визначними творами народного малярства 17 ст. У наві розміщені композиції на сюжети «Страстей Господніх», у бабинці збереглися фрагменти «Страшного суду», постаті святих, серед яких вміщений портрет ктитора храму священика Никоря. Особливим монументалізмом вирізняється розташований на склепінні образ Пресвятої Богородиці «Знамення», написаний у традиціях народного декоративного мистецтва.
Храм є унікальною пам'яткою закарпатської школи теслярської майстерності і разом з живописом належить до найдовершеніших творів в українському монументальному мистецтві.

## Див також
- Церква святого Михаїла (Крайниково);
- Свято-Параскевський храм (Олександрівка);
- Миколаївська церква (Данилово);
- Церква Різдва Пресвятої Богородиці (Стеблівка)
- Церква святого Миколая (Сокирниця);
- Церква Введення Пресвятої Богородиці (Локіть).